# 第34回世界卓球選手権
第34回世界卓球選手権は、イギリス・バーミンガムにあるナショナル・エキシビションセンターで1977年3月26日から4月5日まで67の国及び地域、506選手を集めて開催された。当初イギリス卓球協会会長のチャールズ・ワイルズは、1974年3月6日、ロンドンで世界選手権を開く用意があると明らかにしていた。
団体、個人七種目中、圧倒的な強さを1961年の第26回世界卓球選手権北京大会から見せている中国が何種目を制するかが注目された。中国を追うと予想されたのは、ハンガリー、ユーゴスラビア、スウェーデン、ソ連、日本、韓国、北朝鮮などであった。
七種目中、中国が三種目、日本、北朝鮮、フランスが一種目、中国と北朝鮮の国際ペアが女子ダブルスで優勝した。中国の前陣速攻と異質ラバーを使った作戦に対して、ヨーロッパ勢は、パワードライブで対決した。
会場となったエキシビションセンターは、スポーツ、レジャー産業の博覧会場として新設されたもので、選手宿舎はバーミンガム大学の学生寮が利用された。国際ルール上は、木または弾力のある人造床とするべきところを、コンクリートに塗料を塗っただけであった。荻村伊智朗はルール違反に加えて、足腰をやられる選手が続出するおそれを懸念した。
使用球には、イギリスのハレックスが用いられたが、日本製、中国製に比べて品質が不揃いのボールは、半円球の継ぎ目を赤道と見た場合に、南極、北極にあたる部分が極端に柔らかく、打ち方によっては卵形に変形するなど、各国の選手から不評であった。男子団体の予選リーグ、日本対ユーゴスラビア戦で、4-4で迎えた井上哲夫とコサノビッチの試合中、井上のドライブ気味の打ったボールは、宙に浮いた瞬間に割れて、そのポイントの取扱いを巡って、試合は10分間中断された。
この大会からドーピングテストが実施されることとなった。
大会前には、ラケットの両面にラバーを貼る場合、表と裏の色を別々にするべきだという、異質ラバーの制限論が欧州諸国から出た。
3月30日に行われた国際卓球連盟総会では、アマチュア資格を明確にする規則改正が承認された。4月3日に行われた国際卓球連盟総会で、第35回世界卓球選手権は、北朝鮮で、第36回世界卓球選手権は中国で、第37回世界卓球選手権は日本で開催されることが確認された。

## 政治的問題
アパルトヘイトを行っている南アフリカ共和国へラグビーチームを派遣したニュージーランドが参加することからケニアが不参加であった。さらにガーナとトーゴも大会開幕前日の3月25日、電報でボイコットを伝えてきた。
4月2日、中国チームはイスラエル選手との対戦を拒否する方針を明らかにした。これにより一回戦でイスラエルのS・メンデルソンと対戦する中国ランキング5位の王俊は失格となった。

## 組み合わせ
団体戦は3月26日から3月30日まで、個人戦は4月1日から4月5日まで行われた。
男子は5人（九単）、女子は4人が出場する（四単一複）団体戦では男子は8チームずつ、女子は9チームずつの二組に分かれて予選リーグが行われ、上位2チームが決勝トーナメントに進んだ。
- 団体男子A組 中国（前回優勝）、西ドイツ、イギリス、オーストラリア、フランス、ハンガリー、インドネシア、チェコスロバキア
- 団体男子B組 ユーゴスラビア（前回準優勝）、スウェーデン（前回3位）、日本（前回6位）、デンマーク、韓国、ポーランド、ルーマニア、ソ連
- 団体女子A組 中国（前回優勝）、北朝鮮、ルーマニア、スウェーデン、チェコスロバキア、イギリス、ベルギー、ブルガリア、ハンガリー
- 団体女子B組 韓国（前回準優勝）、日本（前回3位）、ソ連（前回6位）、西ドイツ、フランス、香港、インドネシア、ポーランド、ユーゴスラビア

個人戦では男子は32人、女子は16人がシードされ、男子シングルスでハンガリーのイストヴァン・ヨニエルが第1シード、日本の河野、高島が第9シード、女子は北朝鮮のパク・ヨクスンが第1シード、日本選手はシードされなかった。

## 競技結果
男子団体決勝では、中国が日本を5-0で破り、女子団体決勝では、中国が3-0で韓国を破り優勝した。中国は予選・決勝トーナメントを通じて、男子で5ポイント（ハンガリー戦で3ポイント落とした。）、女子では2ポイントしか落とさなかった。
男子シングルス決勝では日本の河野満が中国の郭躍華を破って初優勝、女子シングルス決勝ではパク・ヨンスンが、前回決勝でも破った張立を破り、2度目の優勝を果たした。
男子ダブルス決勝では梁戈亮・李振恃組が黄亮・陸元盛組を3-0で破り初優勝した。女子ダブルス決勝ではパク・ヨンオク、楊瑩のペアが朱香雲、魏力魂組を破り初優勝した。
混合ダブルス決勝では、フランスのジャック・セクレタン、クロード・ベルジェレ組が田阪登紀夫、横田幸子組を3-0で破り初優勝した。
男子シングルス第1シードのヨニエルは、3回戦でビローショーに、ティボル・クランパと組んだダブルスでも3回戦で中国ペアに敗れた。
| 階級           | 金                                        | 銀                  | 銅                                                                                |
| -------------- | ----------------------------------------- | ------------------- | --------------------------------------------------------------------------------- |
| 男子シングル   | 河野満                                    | 郭躍華              | 梁戈亮 黄亮                                                                       |
| 男子ダブルス   | 梁戈亮 李振恃                             | 黄亮 陸元盛         | シェル・ヨハンソン・ステラン・ベントソン ドラグティン・シュルベク・ステパンチッチ |
| 女子シングルス | パク・ヨンスン                            | 張立                | 葛新愛 張徳英                                                                     |
| 女子ダブルス   | 楊瑩 パク・ヨンオク                       | 朱香雲 魏力魂       | 張立・葛新愛 金順玉・李基元                                                       |
| 混合ダブルス   | ジャック・セクレタン クロード・ベルジェレ | 田阪登紀夫 横田幸子 | 李相国・李基元 李振恃・閻桂麗                                                     |
| 男子団体       | 中国                                      | 日本                | スウェーデン                                                                      |
| 女子団体       | 中国                                      | 韓国                | 北朝鮮                                                                            |

## 日本人選手の成績
男子は河野満、高島規郎、阿部勝幸、井上哲夫、仲村渠功、前原正浩、田阪登紀夫の7人、女子は黒子テル子、横田幸子、枝野とみえ、川東加代子、菅谷佳代の5人が日本代表に選ばれ、全日本卓球選手権大会で優勝した小野智恵子は選ばれなかった。全日本チャンピオンが代表入りを逃したのは、1952年に日本が初出場して以来初めてのことであった。これはこの大会から、選考リーグの通算成績を重要視したためであるが、日本卓球協会内でも全日本卓球選手権を軽視する選考基準について批判があった。
2月19日に国際卓球連盟から発表された世界ランキングでは、河野と高島の2人がベスト10、5選手が18位から31位の間、残りの5人はランク外であった。
大会前に朝日新聞の取材を受けた福士敏光監督は、男子では前原、女子では菅谷と川東への期待を寄せた。個人戦では河野と田阪の男子ダブルス、河野と枝野の混合ダブルスに最も優勝の可能性があると語った。
男子団体は、予選リーグのユーゴスラビア戦では午前2時まで及ぶ激闘を5-4で制した。準決勝でハンガリーを5-3で破り、1971年の第31回世界卓球選手権以来6年ぶりに決勝へ進出したが、中国に敗れた。女子団体は、準決勝で中国に0-3で敗れ、3位決定戦でも北朝鮮に0-3で敗れて4位となった。
男子シングルスでは、全員が2回戦に進んだ。河野が3回戦でイギリスのニール、4回戦でフランスのビローショーを破り準々決勝に進んだ。準々決勝ではスウェーデンのステラン・ベンクソンを破った。準決勝で中国の梁丈亮を3-0、決勝で中国の郭躍華を3-1で破った。同種目での日本選手の優勝は、第30回世界卓球選手権での伊藤繁雄以来であった。高島は4回戦で郭躍華に敗れ、田阪、前原、井上は3回戦で敗れた。阿部と仲村渠は2回戦で敗れた。
男子ダブルスでは3回戦で河野・田阪組はイギリスのニール、ダグラス組に、井上、仲村渠組はハンガリーのガボール・ゲルゲリー、チェコスロバキアのオロウスキー組に、高島・マルタン（フランス）組はユーゴのステパンチッチ、シュルベク組に、阿部・前原組はフランスのビロショー・セクレタン組に、敗れた。
女子シングルスでは川東、黒子、菅谷の3人が予選から出場、川東、黒子は予選を勝ち上がり、シングルス1回戦の出場権を得たが、菅谷は予選2勝1敗で敗退した。川東が2回戦で世界ランク6位のイングランドのハマースリーを3-2で破り、3回戦ではスウェーデンのA・C・ヘルマンを3セットともジュースで取り、3-1で勝利した。身長180cmのヘルマンを倒した後、身長156cmの川東は、薬物を飲んだのではないかと、ドーピングテストを受けた。川東は準々決勝で、中国の張立にストレートで敗れた。横田はハンガリーのキシャジに、枝野は韓国の李エリサにそれぞれ2回戦で敗れた。黒子は1回戦で敗れた。
女子ダブルスでは、川東・横田組が3回戦で韓国の金順玉、李基元組に敗れた。枝野・黒子組は2回戦で敗れた。
混合ダブルスでは、予選から勝ち上がった田阪・横田組が2回戦でポーランドペアを破り、その後決勝まで進出し、フランスのセクレタン、ベルジェレペアにストレートで負けて準優勝となった。河野・枝野組は、2回戦で梁戈亮、葛新愛を破り、準々決勝で韓国の李相国、李基元組に1-3で敗れた。高島・川東組は、1回戦でポーランドペアに1-3で敗れた。前原・菅谷組、井上・黒子組は予選で敗退した。

## 日本選手団役員
- 団長 山本弥一郎 日本卓球協会副会長
- 国際卓球連盟会議代表 矢尾板弘 日本卓球協会専務理事
- 国際卓球連盟会議代表 城戸尚夫 日本卓球協会顧問
- 国際卓球連盟会議代表 荻村伊智朗 日本卓球協会常務理事
- 総務 富本泰臣 日本卓球協会専門委員
- 総務 堂前広 福井県立若狭高等学校教諭
- 監督 福士敏光 世界選手権対策本部長
- コーチ 大津史郎 日本卓球協会協会専門委員
- コーチ 大島俊之助 栃木県立真岡女子高等学校教諭